# 小行星5059
小行星5059（英語：5059 Saroma）是一颗围绕太阳公转的小行星。1988年1月11日，圓舘金、渡邊和郎在北见发现了此天体。
这颗小行星的绝对星等为157.3761642791418等。